# José Maria Pinheiro
Dom José Maria Pinheiro (Nazaré Paulista, 31 de julho de 1938) é um sacerdote católico brasileiro, quinto bispo diocesano e atual bispo emérito de Bragança Paulista.

## Biografia
José teve seus primeiros estudos na sua terra natal. Ingressou no Seminário Metropolitano de São Roque, na Arquidiocese de São Paulo, e depois nos Seminários de Aparecida e Central do Ipiranga (Filosofia e Teologia). Fez mestrado de Teologia no Instituto Católico de Paris, na França. Além desses estudos, cursou Direito na Faculdade de Direito de Guarulhos, complementação Filosófica em Mogi das Cruzes, Catequese em Bruxelas, na Bélgica, e Pastoral Social no IBRADES, no Rio de Janeiro, ocasião em que desenvolveu importante trabalho junto à população menos favorecida daquela cidade.

## Presbiterado
Foi ordenado sacerdote pelas mãos de Dom Agnelo Rossi, arcebispo de São Paulo, em 27 de dezembro de 1964, na igreja de Nossa Senhora da Salete, em São Paulo, sendo incardinado à Arquidiocese.[carece de fontes?]

## Atividades antes do episcopado
De 1965 a 1974, foi vigário-cooperador nas paróquias paulistanas de Nossa Senhora da Consolação, Santa Zita e Santuário de Nossa Senhora da Penha, e Pároco na Paróquia de Santo Estevão, Engenheiro Goulart e Vila Nova Iorque. Também foi vigário-cooperador na Paróquia de Saint Joseph, em Paris. Em 1975, foi Pároco de Nazaré Paulista, na Diocese de Bragança Paulista. Ainda em São Paulo, foi Chanceler do Arcebispado e Capelão da Igreja de Nossa Senhora do Rosário do Paissandu. Foi missionário na Prelazia de Itacoatiara, no Amazonas (1976-1980), onde também foi Vigário-geral. Retornou a São Paulo, onde foi Vice-Chanceler da Arquidiocese (1982-1984). Foi sub-secretário da Conferência Nacional dos Bispos do Brasil (CNBB) de 1984 a 1990. Tendo ido para a Diocese de Guajará-Mirim, Rondônia, foi Vigário-geral e Vigário Episcopal da Região Colorado (1993-1996). Foi agraciado pelo Papa João Paulo II, com o título de Monsenhor, na dignidade de Capelão de Sua Santidade.[carece de fontes?]

## Episcopado
Em 12 de fevereiro de 1997, foi escolhido Bispo Titular de Cabarsussos, com função de Bispo auxiliar de Guajará Mirim, Rondônia. Em 19 de abril de 1997, foi ordenado bispo na sua cidade natal, tendo por sagrante principal Dom Geraldo João Paulo Verdier, bispo diocesano de Guajará Mirim, e como consagrantes: Dom Jorge Eduardo Marskell SFM, prelado de Itacoatiara, e Dom Bruno Gamberini, então bispo diocesano de Bragança Paulista.[carece de fontes?]

## Atividades no episcopado
Já sagrado bispo, continuou como vigário-geral da diocese de Guajará Mirim, vigário episcopal da Região Colorado, naquela mesma diocese. Foi presidente da Regional Norte – I da CNBB e da Regional Noroeste. Em 6 de agosto de 2003, foi transferido para a Arquidiocese de São Paulo, como bispo auxiliar na região do Ipiranga. Em 9 de março de 2005, o Papa João Paulo II promoveu-o, nomeando-o para a sede vacante de Bragança Paulista, onde se tornou o quinto bispo diocesano, tomando posse no dia 8 de maio daquele ano. Em 16 de setembro de 2009, tornou-se bispo emérito de Bragança Paulista. Atualmente, reside em Paris, onde exerce função de vigário paroquial.[carece de fontes?]

## Brasão e lema
- Descrição: escudo eclesiástico talhado, o primeiro: de blau com uma flor-de-lis de argente; o segundo: de argente com uma cruz pátea de goles, o todo sustido por um contra-chefe ondado de blau e de argente. O escudo está assente na cruz  processional trevolada de jalde. Timbre : o chapéu eclesiástico forrado de goles, com seus cordões  e seis borlas de cada lado, postas: 1, 2 e 3, tudo de sinopla. Listel de argente com o lema SCIO CUI CREDIDI, em letras de sable, com duas cruzes de goles, nas extremidades.[carece de fontes?]
- Interpretação: O episcopado é um serviço ao povo de Deus na Igreja. O escudo, inspirado na Profissão de fé de São Paulo, manifesta a fé do Bispo em Jesus Cristo e na sua Igreja. O campo de blau (azul) simboliza justiça, serenidade, lealdade e nobreza. A flor-de-lis simboliza Maria, manifestação de amor do Bispo à mãe de Jesus, a ela consagrando o seu ministério, sendo de argente (prata) representa pureza, castidade e inocência. A Cruz representa a fé em Jesus Cristo, verdade e caminho seguro, sendo de goles (vermelho) representa valor, intrepidez e o fogo da caridade, sendo que tem esse esmalte em suas armas, obriga-se a defender e socorrer os oprimidos. O contra-chefe simboliza as águas límpidas dos rios que banham a Diocese de Guajará-Mirim, primeiro local do ministério episcopal de Dom José Maria e representam também as águas do Rio Jaguari, donde a Cidade e a Diocese de Bragança Paulista tomaram o nome, a partir da primeira Capela dedicada a Nossa Senhora da Conceição do Jaguari, sendo seus esmaltes: argente (prata) com significado de pureza, castidade e inocência, e blau (azul) com o significado acima descrito. A cor do chapéu episcopal (verde) significa: esperança, cortesia, honra e amizade. O seu lema é: "Scio cui credidi" (Sei em quem acreditei), retirado da Segunda Carta de São Paulo a Timóteo (2 Tim.: I, 12), sintetizando a fé que o levou a deixar sua terra, viver a realidade missionária na região amazônica e retornar ao torrão natal como pastor zeloso de sua igreja, com ardor renovado na proclamação do Senhor Ressuscitado.[carece de fontes?]

## Sucessão
Na Diocese de Bragança Paulista, Dom José Maria Pinheiro foi o quinto bispo, sucedendo a Dom Bruno Gamberini.